# Nabih Berri
Nabih Berri (arab. نبيه بري, ur. 28 stycznia 1938 w Bo w Sierra Leone) – libański polityk, przewodniczący Zgromadzenia Narodowego od 1992, lider opozycyjnej prosyryjskiej partii Amal.

## Życiorys
Nabih Berri urodził się w mieście Bo w Sierra Leone. Jego rodzice byli Libańczykami. Uczęszczał do szkoły w Tibnin i Ain Ebel w południowym Libanie. Następnie studiował prawo na Uniwersytecie Libańskim w Bejrucie, który ukończył w 1963. W latach 60. należał do Arabskiego Ruchu Narodowego, panarabskiej organizacji.
Na początku lat 70. XX w. pracował w Bejrucie jako prawnik dla General Motors. Od 1976 do 1978 mieszkał w Detroit.
W latach 70. XX w. Berri zajmował różne stanowiska wewnątrz ruchu Amal, z którym związał się na stałe. W kwietniu 1980 stał się głównym działaczem tego ruchu i przejął nad nim pełną kontrolę. Przewodził ruchowi Amal podczas wojny domowej w Libanie (1975–1990). W 1984 wszedł do rządu jedności narodowej jako minister ds. odbudowy prowincji południowych. Następnie w gabinecie premiera Raszida Karamiego urzędował jako minister sprawiedliwości, elektryczności i zasobów wodnych.
Nabih Berri wchodził ponownie w skład rządu w latach 1989–1992. 20 listopada 1992 został wybrany przewodniczącym Zgromadzenia Narodowego. Stanowisko to zajmuje do chwili obecnej. W wyborach parlamentarnych w 2005 Ruch Amal zdobył 14 miejsc w 128-osobowym parlamencie.